# Hrvati u Irskoj
Hrvati u Irskoj, osobe su s punim, djelomičnim, ili većinskim hrvatskim podrijetlom, ili u Hrvatskoj rođene osobe s prebivalištem u Irskoj.
Procjenjuje se kako u Irskoj živi oko 20 000 Hrvata.
Veći valovi iseljavanja u Irsku zabilježeni su krajem devedesetih god. 20. st. te po ulasku Hrvatske u EU.
Od listopada 2012., na Trinity Collegeu u Dublinu djeluje lektorat hrvatskoga jezika i književnosti. U Dublinu i Corku djeluju dopunske škole hrvatskoga jezika. Od školske godine 2013./14. hrvatski jezik jedan je od predmeta koji se mogu polagati na irskoj maturi.
Od studenoga 2016., u Dublinu djeluje Hrvatska katolička misija.

## Vanjske poveznice
- Čipin, Ivan: „Demografski profil Hrvata u Irskoj” clps.hr. Centar za longitudinalne studije. Objavljeno 24. veljače 2019.